# 2153 Akiyama
2153 Akiyama eller 1978 XD är en asteroid i huvudbältet som upptäcktes den 1 december 1978 av Harvard College Observatory. Den är uppkallad efter astronomen Kaoru Akiyama.
Asteroiden har en diameter på ungefär 23 kilometer och den tillhör asteroidgruppen Themis.